# Geoffrey Parker (historien)
Pour les articles homonymes, voir Geoffrey Parker et Parker.
Noël Geoffrey Parker, né le 25 décembre 1943 à Nottingham en  Angleterre, est un historien britannique, expert en histoire militaire et en histoire moderne.

## Biographie
Il est diplômé de l'université de Cambridge, où il est l'élève de l'historien John Elliott. Il enseigne comme historien à l'université de l'Illinois, à l'université Yale et, depuis 1997, à l'université d'État de l'Ohio.
Dans son ouvrage The Military Revolution, Parker aborde la question fort débattue de l'émergence d'une suprématie européenne à l'époque moderne. Pour Parker, ce sont les avancées en matière militaire de pays comme les Provinces-Unies, qui développent la forteresse d'artillerie et les lignes de mousquets, qui seraient à l'origine d'une avancée décisive de l'Europe de l'Ouest sur le reste du monde.  
Parker amende plus tard sa thèse pour prendre en compte le fait que l'Empire ottoman a aussi vécu une « révolution militaire » et qu'elle fut un centre de diffusion important des techniques militaires vers l'Asie du Sud-Est et le sous-continent indien, comme l'attestent de nombreux canons ottomans qui ont été retrouvés dans ces régions.

## Publications
- The Army of Flanders and the Spanish Road, 1567-1659, Cambridge, 1972.
- (en) « The "Military Revolution", 1560-1660 : a Myth ? », The Journal of Modern History, vol. 48, no 2,‎ juin 1976, p. 195-214 (ISSN 0022-2801, JSTOR 1879826)
- The Dutch Revolt, Londres, 1977.
- Philip II, Boston et Londres, 1978.
- Europe in Crisis, 1598-1648. Cornell U. Press, 1979.
- The Thirty Years' War. Londres 1984. (La guerre de Trente Ans, traduction d'André Charpentier chez Aubier 1987).
- (en) The Military Revolution : Military Innovation and the Rise of the West, 1500-1800, Cambridge, Cambridge University Press, 1988, XVII-234 p. (ISBN 0-521-32607-9, présentation en ligne). Traduction française : La révolution militaire : la guerre et l'essor de l'Occident, 1500-1800 [« The Military Revolution : Military Innovation and the Rise of the West, 1500-1800 »]  (trad. de l'anglais par Jean Joba), Paris, Gallimard, coll. « Bibliothèque des Histoires », 1993, 276 p. (ISBN 2-07-072657-6, présentation en ligne). Réédition : La révolution militaire : la guerre et l'essor de l'Occident, 1500-1800 [« The Military Revolution : Military Innovation and the Rise of the West, 1500-1800 »]  (trad. de l'anglais par Jean Joba), Paris, Gallimard, coll. « Folio. Histoire » (no 216), 2013, 489 p., poche (ISBN 978-2-07-045335-1, présentation en ligne).
- Spain and the Netherlands, 1559-1659. Ten Studies, 2nd ed. Fontana, 1990.
- The Times History of the World, 3rd ed. Londres, 1995.
- The General Crisis of the Seventeenth Century, 2nd ed. Routledge, 1997.
- The Grand Strategy of Philip II, 2000.
- The window everyone overlooked, Wim de Groot et al., 2005, p. 12-18.